# Columbus (Oberursel)
Columbus is een historisch Duits merk van inbouwmotoren en hulpmotoren.

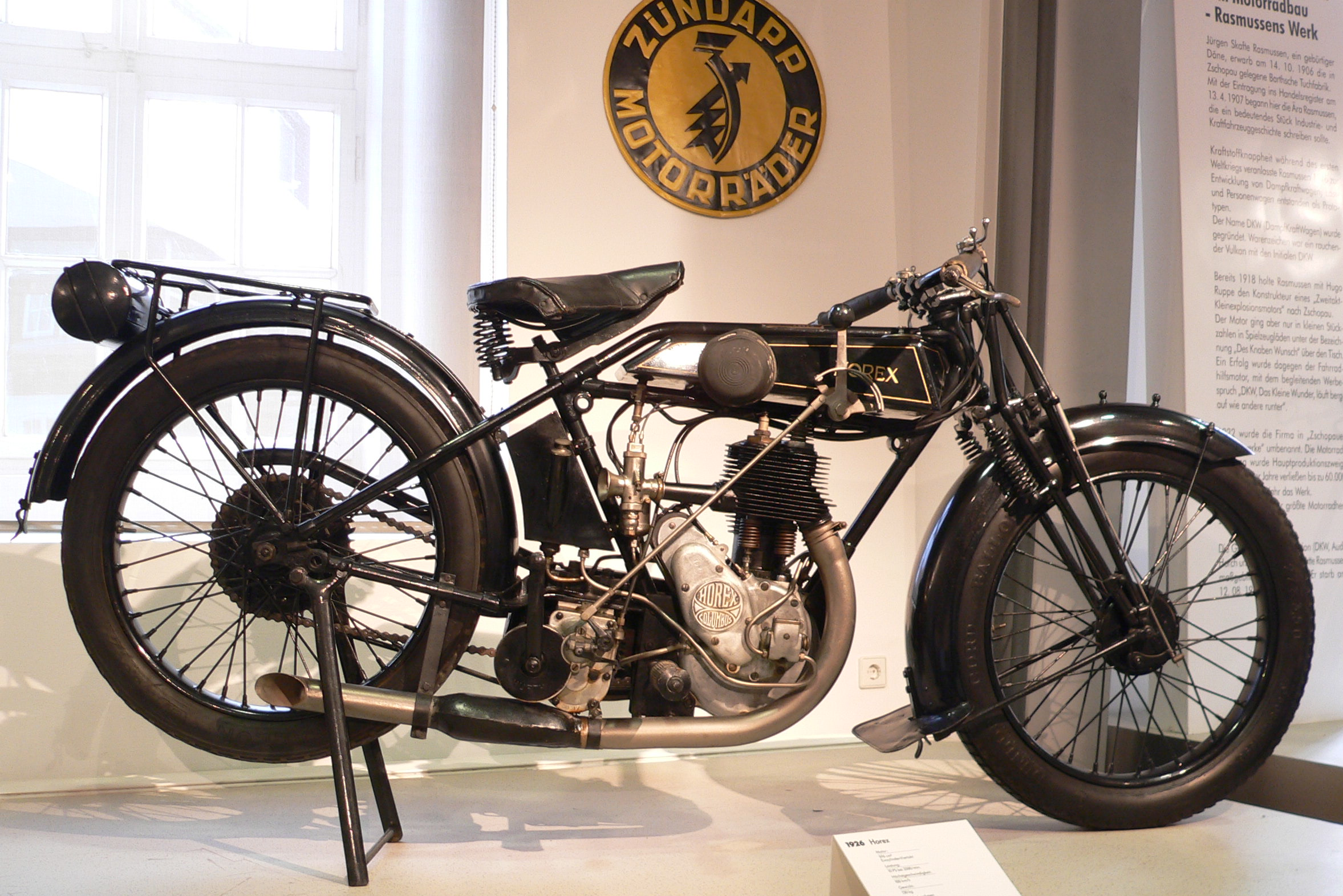
Columbus-inbouwmotor in een 600cc-Horex uit 1926.

De bedrijfsnaam was: Motorenfabrik Oberursel AG, later Columbus Motorenbau AG, Oberursel en Horex-Columbus Werk KG, Fritz Kleemann, Bad Homburg.
De Motorenfabrik Oberursel was begonnen met de productie van stationaire motoren, maar had tijdens de Eerste Wereldoorlog ook vliegtuigmotoren geproduceerd, waaronder de "Oberursel UR.II"-stermotor voor de Fokker Dr.I van de "Rode Baron" Manfred von Richthofen. Na de oorlog verbood het Verdrag van Versailles de bouw van vliegtuigen en vliegtuigmotoren en de Motorenfabrik Oberursel moest daardoor het grootste deel van haar personeel ontslaan. Toch zocht men naar manieren om emplooi voor het personeel te vinden en daarom ging kreeg ingenieur Eduard Freise de opdracht om een klein en betaalbaar hulpmotortje voor fietsen te ontwikkelen. Het werd een 63cc-viertaktmotortje dat de naam "Gnom" (kabouter) kreeg. Dat was overigens een binnen het bedrijf gebruikelijke naam: de eerste MO-stationaire motor kreeg die naam al.

## Fritz Kleemann
In het nabijgelegen Bad Homburg stond de Rex-conservenglasfabriek van Friedrich Kleemann. Zijn zoon Fritz zag niet veel in de productie van weckglazen. Hij was zowel motor- als autocoureur en wilde een eigen motorfietsmerk beginnen. De inbouw van de Gnom in fietsframes was daarvoor een aardig begin. Freise had inmiddels ook nog een 250cc-motor ontwikkeld en bij de Motorenfabrik Oberursel kreeg zijn inbouwmotorenafdeling een eigen naam: "Columbus Motorenbau". Eduard Freise werd nu naast constructeur ook directeur. MO was inmiddels een samenwerkingsverband aangegaan met de Gasmotorenfabrik Deutz, waardoor er voortaan Deutz-motoren geproduceerd werden. Fritz Kleemann zag zijn kans en nam in 1923 Columbus over. Nu kon hij zijn eigen motorfietsmerk beginnen, Horex, een combinatie van HOmburg en de weckglazenfabriek REX. Alle Horex-motorfietsen kregen daardoor automatisch Columbus-motoren, die ook als inbouwmotor konden worden verkocht aan andere merken.
Een van de eerste klanten van Columbus-motoren was Franz Bücker, een oud-werknemer van de Motorenfabrik Oberursel die zijn eigen motorfietsmerk was begonnen. Columbus leverde ook aan Goetz in Villingen, Tornax in Wuppertal, Hercules in Neurenberg en Zürtz-Rekord in Darmstadt.
Tot aan het uitbreken van de Tweede Wereldoorlog bleven de Columbus-motoren in productie, ook door eigenaar Horex werd de naam "Columbus" nog steeds op de motorblokken gezet. Na de oorlog eindigde dit. Horex bleef nog tot eind jaren vijftig motorfietsen produceren, maar de naam Columbus verdween en Horex leverde ook geen inbouwmotoren meer aan andere merken.